# Еремейцево (Тверская область)
Еремейцево — деревня в Весьегонском муниципальном округе Тверской области.

## География
Деревня находится в северо-восточной части Тверской области на расстоянии приблизительно 27 км на юг по прямой от районного центра города Весьегонск.

## История
Возникла, вероятно, в 1630-40-е годы на месте одноименной пустоши как поселение карел-переселенцев. Дворов было 21 (1859), 35 (1889), 53 (1931), 32 (1963), 11 (1993), 5 (2008),. До 2019 года входила в состав Романовского сельского поселения до упразднения последнего. В настоящее время в деревне нет постоянных жителей. Но летом деревня обитаема.

## Население
Численность населения: 134 (1859), 154 (1889), 254 (1931), 78 (1963), 15 (1993),, 10 (100 % русские) в 2002 году, 8 в 2010.